# キッズ・オールライト
『キッズ・オールライト』（原題: The Kids Are All Right）は、2010年公開のアメリカ映画。

## ストーリー
カリフォルニアに、レズビアンカップルと二人の子供たちで構成されたファミリーが暮らしていた。
ある日子供たちが、ふたりの母親に精子を提供した男性に会いに行ったことで、
家族に崩壊の危機が訪れる。

## キャスト
- ニック - アネット・ベニング
- ジュールズ - ジュリアン・ムーア
- ポール - マーク・ラファロ
- ジョニ - ミア・ワシコウスカ
- レイザー - ジョシュ・ハッチャーソン
- タニア - ヤヤ・ダコスタ

## 製作
2004年後半にリサ・チョロデンコとスチュアート・ブルムバーグによる脚本執筆が始まった。主要撮影は2009年7月にロサンゼルスで行われ、23日間で完了した。製作費は400万ドルである。

## 公開と反応
2010年1月25日にサンダンス映画祭で上映されて好評を得て、その数日後にフォーカス・フィーチャーズが480万ドルで配給権を手に入れた。

### 批評家の反応
Rotten Tomatoesでは、95%（190名中10名）の評論家が本作に肯定的な評価を下し、また平均点は10点満点で7.9点となった。Metacriticでの39のレビューのうち好意的なものが35で、平均点は100点満点中86点となった。

### 興行成績
2010年7月9日に北米7館で限定公開され、初週末に49万1971ドルを稼いだ。最終的に994館まで拡大公開された。

### ノミネート
| 映画祭・賞   | 部門       | 候補                                                               | 結果       |
| ------------ | ---------- | ------------------------------------------------------------------ | ---------- |
| アカデミー賞 | 作品賞     | ゲイリー・ギルバート ジェフリー・レヴィ＝ヒント セリーヌ・ラトレイ | ノミネート |
| アカデミー賞 | 主演女優賞 | アネット・ベニング                                                 | ノミネート |
| アカデミー賞 | 助演男優賞 | マーク・ラファロ                                                   | ノミネート |
| アカデミー賞 | 脚本賞     | リサ・チョロデンコ スチュアート・ブルムバーグ                      | ノミネート |